# Adam Kołodziejczyk

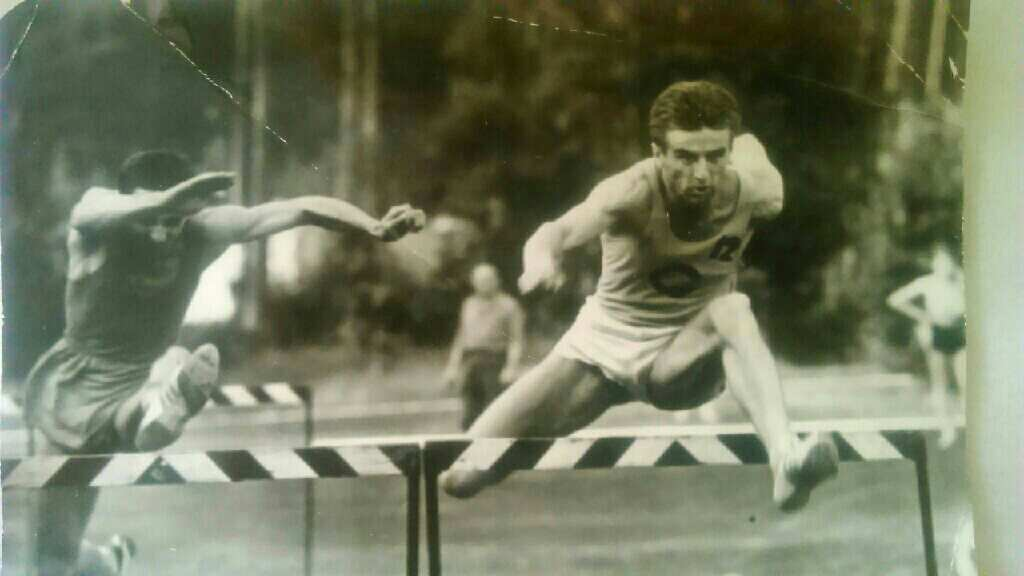
Adam Kołodziejczyk w czasach kariery sportowej, (pierwszy z prawej).

Adam Kołodziejczyk (ur. 19 października 1939 w Krakowie, zm. 5 października 2016 w Toronto) – polski lekkoatleta płotkarz.

## Życiorys
Specjalizował się w biegu na 110 metrów przez płotki. Czterokrotnie był mistrzem Polski w tej konkurencji (1965, 1966, 1967 i 1968), dwukrotnie wicemistrzem (1964 i 1969) i raz brązowym medalistą (1962). Dwukrotnie poprawiał rekord Polski doprowadzając go do wyniku 13,9 s. (2 sierpnia 1967 w Szczecinie). Wystąpił w 23 meczach reprezentacji Polski, odnosząc 2 zwycięstwa indywidualne.
Startował na mistrzostwach Europy w 1966 w Budapeszcie, gdzie odpadł w półfinale. W finale Pucharu Europy w 1965 w Stuttgarcie zajął 6. miejsce, a w Pucharze Europy w 1967 w Kijowie był drugi. Na europejskich igrzyskach halowych w 1967 w Pradze zajął 5. miejsce w biegu na 50 m przez płotki, a na EIH w 1968 w Madrycie był 4. na tym samym dystansie.
Był zawodnikiem Cracovii.